# Кастельвьей
Кастельвье́й (фр. Castelvieilh, окс. Castèthvièlh) — коммуна во Франции, находится в регионе Юг — Пиренеи. Департамент — Верхние Пиренеи. Входит в состав кантона Пуйастрюк. Округ коммуны — Тарб.
Код INSEE коммуны — 65131.

## География
Коммуна расположена приблизительно в 650 км к югу от Парижа, в 110 км западнее Тулузы, в 12 км к северо-востоку от Тарба.
Коммуна расположена в местности Бигорр. На востоке коммуны протекает река Аррос.

## Климат
Климат умеренно-океанический с солнечной тёплой погодой и обильными осадками на протяжении практически всего года.

## Население
Население коммуны на 2010 год составляло 223 человека.
| 1962 | 1968 | 1975 | 1982 | 1990 | 1999 | 2010 |
| ---- | ---- | ---- | ---- | ---- | ---- | ---- |
| 158  | 184  | 194  | 184  | 206  | 192  | 223  |

## Администрация
| Период | Период | Фамилия         | Партия | Примечания |
| ------ | ------ | --------------- | ------ | ---------- |
| 2001   | 2014   | Жорж Гаши       |        |            |
| 2014   | 2020   | Жан-Марк Кастор |        |            |

## Экономика
В 2010 году среди 143 человек трудоспособного возраста (15-64 лет) 91 были экономически активными, 52 — неактивными (показатель активности — 63,6 %, в 1999 году было 69,8 %). Из 91 активных жителей работали 82 человека (41 мужчина и 41 женщина), безработных было 9 (4 мужчины и 5 женщин). Среди 52 неактивных 19 человек были учениками или студентами, 17 — пенсионерами, 16 были неактивными по другим причинам.

## Фотогалерея

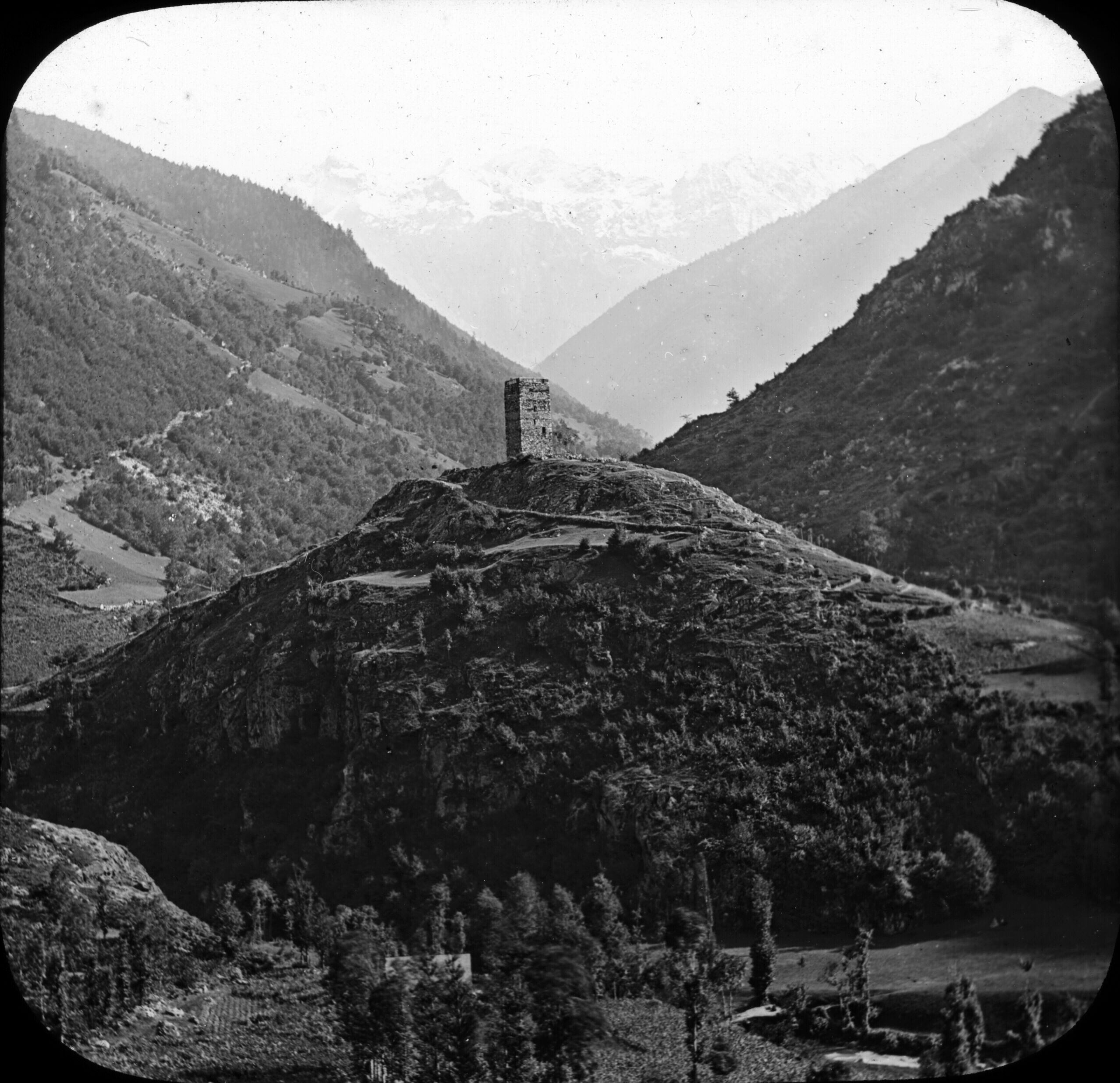
Башня Кастельвьей (1916 год)
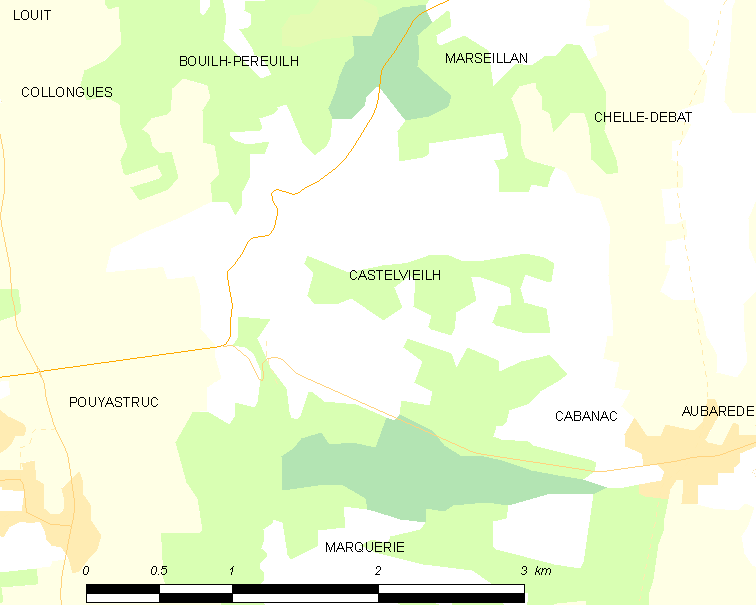
Карта коммуны